# 巽他荒原森林
巽他荒原森林（英語：Sundaland heath forest），也称为Kerangas森林（英語：Kerangas forests），是热带潮湿森林的一种类型，存在于婆罗洲文莱、印度尼西亚和马来西亚等地，以及婆罗洲西方的勿里洞岛和邦加岛。

## 特征
“Kerangas”来源于伊班语，意为“不能种植水稻的地方”。荒原森林存在于源于硅质母岩的酸性砂质土壤上。永久浸水的荒原森林被称为“kerapah”森林。荒原森林的砂质土壤常缺乏矿质元素，特别是氮素。而大部分的低地雨林一般缺乏磷素。
1999年，普罗克特提出了一个假说，认为荒原森林生长于高酸度的土壤中，是为了防止其他不能适应高酸度土壤的物种竞争其生存。

## 植物
荒原森林与周围的婆罗洲低地雨林在物种组成、结构等方面都存在不同。荒原森林的林冠更低，更整齐，灌木丛茂密，且有丰富的苔藓和附生植物。
许多生长于荒原森林贫乏土壤中的植物都发展出了非常规的矿质元素获取方式。一些树木（如方枝木麻黄（Gymnostoma nobile））具有与根瘤菌共生形成的根瘤。蚁巢木属（Myrmecodia）和蚁寨属（Hydnophytum）等蚁栖植物发展为通过与蚂蚁共生来获得矿质元素。而猪笼草、茅膏菜和狸藻等食虫植物则可通过捕捉昆虫来获取矿质元素。
荒原森林中的许多植物都起源于澳大利亚，包括桃金娘科（Myrtaceae）和木麻黄科（Casuarinaceae）植物，及南半球的贝壳杉属（Agathis）、罗汉松属（Podocarpus）和泪柏属（Dacrydium）等针叶树。

## 扩展阅读
- Sundaland heath forest (World Wildlife Fund) （页面存档备份，存于）

1. ↑  Eric Dinerstein, David Olson, et al. (2017). An Ecoregion-Based Approach to Protecting Half the Terrestrial Realm, BioScience, Volume 67, Issue 6, June 2017, Pages 534–545; Supplemental material 2 table S1b.